# BP Zambia
British Petroleum (Zambia) produziert Brennstoffe, Öl und Gas in Sambia. Ihr Hauptaktionär ist British Petroleum Oil Africa Region (BPOAR) in Kapstadt. Ihr Hauptsitz in Sambia ist in Lusaka, Mkuba Pension House, Dedani Kamathi Road.
BPZAM importiert, exportiert, vertreibt und handelt mit Erdöl und Erdölprodukten aller Art. BPZAM betreibt in Kitwe eine Raffinerie und Veredelungsanlage für Brennstoffe, landesweit fünf Depots und 70 Tankstellen. 2005 vertreibt BPZAM auch Solarpanele. 1995 wurden die letzten 25 Prozent der einstigen 100 Prozent Anteile, die die sambische Regierung im Zuge der Privatisierung an BPZ verkaufte mit 3,3 Mio. US$ bewertet, was ein Anlagevermögen von 13,2 Mio. US$ ergibt. 1996 war BPZAM privatisiert.
Im Jahr 2005 wies das Unternehmen einen Umsatz von 220 Mio. US$, einen Gewinn von 8 Mio. US$ und ein Anlagevermögen von 34,2 Mio. US$ aus.